# Maria Vierdag
Maria Vierdag, później Smit (ur. 22 września 1905 w Amersfoort, zm. 17 lipca 2005 w Amsterdamie) – holenderska pływaczka.

## Kariera
Pływać zaczęła w 1921 roku w lokalnym klubie AZ & PC Amersfoort, początkowo wyłącznie na długich dystansach, jednakże rok później zaczęła starty także na krótkich dystansach. W 1924 wystartowała na igrzyskach olimpijskich, na których wystartowała na 100 i 400 m stylem dowolnym oraz w sztafecie 4 × 100 m tym samym stylem. Na 100 m stylem dowolnym odpadła w półfinale, zajmując 4. miejsce w swoim wyścigu z czasem 1:21,2 s. W swoim wyścigu eliminacyjnym na tym dystansie była trzecia z czasem 1:22,0 s. Na 400 m tym samym stylem odpadła w eliminacjach, plasując się na ostatniej, 4. pozycji w swoim wyścigu z czasem 7:02,4 s. Sztafeta 4 × 100 m stylem dowolnym z Vierdag w składzie zajęła 6. miejsce z czasem 5:45,8 s. W 1927 została mistrzynią Europy na 100 m stylem dowolnym z czasem 1:15,0 s (taki sam czas uzyskała druga Joyce Cooper, dlatego w celu wyłonienia zwyciężczyni zorganizowano dodatkowy wyścig, jednakże Angielka z powodu zmęczenia nie wzięła w nim udziału) oraz wicemistrzynią kontynentu w sztafecie 4 × 100 m tym samym stylem z czasem 5:11,6 s. W 1928 ponownie wystąpiła na igrzyskach olimpijskich, na których wzięła udział w zawodach na 100 m stylem dowolnym oraz w sztafecie 4 × 100 m tym samym stylem. Na 100 m odpadła w półfinale, zajmując 5. miejsce w swoim wyścigu. W swoim wyścigu eliminacyjnym na tym dystansie była trzecia z czasem 1:14,4 s. Sztafeta 4 × 100 m z Vierdag w składzie została zdyskwalifikowana w finale, wcześniej przechodząc eliminacje z 2. pozycji w swoim wyścigu z czasem 5:08,8 s. W 1929 została mistrzynią Holandii na 100 m stylem dowolnym z czasem 1:14,0 s. W 1931 została mistrzynią Europy w sztafecie 4 × 100 m stylem dowolnym z czasem 4:55,0 s. W 1932 po raz ostatni wystartowała na igrzyskach olimpijskich, na których wystąpiła w zawodach na 100 m stylem dowolnym oraz sztafecie 4 × 100 m tym samym stylem. Na 100 m odpadła w eliminacjach, zajmując 4. miejsce w swoim wyścigu z czasem 1:13,3 s, z kolei sztafeta z Vierdag w składzie zdobyła srebrny medal z czasem 4:47,5 s (rekord Europy).
Dwukrotnie ustanawiała rekord Holandii na 100 m stylem dowolnym na krótkim basenie: 15 czerwca 1924 w Amsterdamie uzyskała czas 1:21,0 s, a 4 września 1927 w Bolonii (podczas mistrzostw Europy) – 1:14,80 s. Trzykrotnie ustanawiała rekord kraju na 200 m stylem dowolnym: 18 czerwca 1922 w Almelo uzyskała czas 3:36,20 s, 19 sierpnia 1923 w Amsterdamie – 3:21,60 s, a 17 sierpnia 1924 w Goudzie – 3:05,00 s. Ustanowiła także trzy rekordy Holandii na długim basenie: 4 września 1927 w Bolonii (ME) uzyskała czas 1:14,80 s na 100 m stylem dowolnym, 19 sierpnia 1922 w Amsterdamie przepłynęła 1500 m tym samym stylem w czasie 31:18,20 s, a 12 sierpnia 1932 w Los Angeles (podczas igrzysk olimpijskich) pobiła rekord w sztafecie 4 × 100 m stylem dowolnym z czasem 4:47,5 s.
Reprezentowała kluby AZ&PC Amersfoort oraz het IJ.

## Losy po zakończeniu kariery
W latach 1950–1970 zajmowała się prowadzeniem lekcji pływania dla uczniów amsterdamskich szkół podstawowych, po czym przeszła na emeryturę. Zmarła 17 lipca 2005 w Amsterdamie, a cztery dni później została skremowana.

## Życie prywatne
Miała dwie siostry i trzech braci; była najstarsza. 16 grudnia 1935 w Amsterdamie poślubiła piłkarza wodnego Everta Frederika Johannesa „Fritsa” Smita, z którym miała córkę Marjorie, urodzoną w kwietniu 1945. Po śmierci Smita (1951) ponownie wyszła za mąż za Dicka.

## Literatura dodatkowa
- Maria Elisabeth Bernadette Derks: Marie Smit-Vierdag (1905-2005): sportheldin, de verzuiling voorbij. W: Jan Blokker, Jetze Touber, Marjan Brouwer: De kaper, de kardinaal en andere markante Nederlanders: een nieuwe blik op het verleden in dertien levensverhalen. Hilversum: Verloren, 2010, s. 155-166. ISBN 978-90-8704-087-1. (niderl.).